# Zetsumetsu Kurokami Shōjo
Singles de NMB48
Oh My God!
(19 octobre 2011)
Pistes de Teppen Tottande!
Oh My God!
Zetsumetsu Kurokami Shōjo (絶滅黒髪少女, trad: "Jeunes filles aux cheveux noirs en voie d'extinction") est le premier single du groupe féminin japonais NMB48.

## Liste des titres
Toutes les paroles sont écrites par Yasushi Akimoto, toute la musique est composée par GRAVITY.
| 1. | Zetsumetsu Kurokami Shoujo (絶滅黒髪少女)                               |           |  |
| 2. | Seishun no Lap Time (青春のラップタイム)                                |           |  |
| 3. | Boku ga Maketa Natsu (僕が負けた夏)                                     | Shirogumi |  |
| 4. | Zetsumetsu Kurokami Shoujo off vocal ver. (絶滅黒髪少女 off vocal ver.) |           |  |
| 5. | Seishun no Lap Time off vocal ver. (青春のラップタイム off vocal ver.)  |           |  |
| 6. | Boku ga Maketa Natsu off vocal ver. (僕が負けた夏 off vocal ver.)       |           |  |

Toutes les chansons sont écrites et composées par Yasushi Akimoto.
| 1. | Zetsumetsu Kurokami Shoujo (絶滅黒髪少女)                                   |         |  |
| 2. | Seishun no Lap Time (青春のラップタイム)                                    |         |  |
| 3. | Mattemashita, Shingakki (待ってました、新学期)                              | Akagumi |  |
| 4. | Zetsumetsu Kurokami Shoujo off vocal ver. (絶滅黒髪少女 off vocal ver.)     |         |  |
| 5. | Seishun no Lap Time off vocal ver. (青春のラップタイム off vocal ver.)      |         |  |
| 6. | Mattemashita Shingakki off vocal ver. (待ってました、新学期 off vocal ver.) |         |  |

Toutes les paroles sont écrites par Yasushi Akimoto, toute la musique est composée par GRAVITY.
| 1. | Zetsumetsu Kurokami Shoujo (絶滅黒髪少女)                                    |  |
| 2. | Boku ga Maketa Natsu (僕が負けた夏)                                          |  |
| 3. | Mattemashita, Shingakki (待ってました、新学期)                               |  |
| 4. | Mikazuki no Senaka (三日月の背中)                                            |  |
| 5. | Zetsumetsu Kurokami Shoujo off vocal ver. (絶滅黒髪少女 off vocal ver.)      |  |
| 6. | Boku ga Maketa Natsu off vocal ver. (僕が負けた夏 off vocal ver.)            |  |
| 7. | Mattemashita, Shingakki off vocal ver. (待ってました、新学期 off vocal ver.) |  |
| 8. | Mikazuki no Senaka off vocal ver. (三日月の背中 off vocal ver.)              |  |

| 1. | Zetsumetsu Kurokami Shoujo (Music Video) (絶滅黒髪少女（ミュージックビデオ）)            |  |
| 2. | Boku ga Maketa Natsu (Music Video) (僕が負けた夏（ミュージックビデオ）)                  |  |
| 3. | Bonus Footage: NMB48 wo Damashichaimashita. 1 (特典映像「NMB48をダマしちゃいました。①」) |  |

| 1. | Zetsumetsu Kurokami Shoujo (Music Video) (絶滅黒髪少女（ミュージックビデオ）)            |  |
| 2. | Mattemashita, Shingakki (Music Video) (待ってました、新学期 (ミュージックビデオ))        |  |
| 3. | Bonus Footage: NMB48 wo Damashichaimashita. 2 (特典映像「NMB48をダマしちゃいました。②」) |  |